# Captive Wild Woman
Captive Wilde Woman is een Amerikaanse horrorfilm uit 1943 onder regie van Edward Dmytryk.

## Verhaal
Na een safari in Afrika keert dierentemmer Fred Mason terug naar de Verenigde Staten. Hij brengt verschillende wilde beesten met zich mee voor zijn circusnummers. Onder die dieren bevindt zich een intelligente gorilla.

## Rolverdeling
| Acteur         | Personage           |
| -------------- | ------------------- |
| John Carradine | Dr. Sigmund Walters |
| Milburn Stone  | Fred Mason          |
| Evelyn Ankers  | Beth Colman         |
| Lloyd Corrigan | John Whipple        |
| Acquanetta     | Paula Dupree        |
| Martha Vickers | Dorothy Colman      |
| Fay Helm       | Zuster Strand       |
| Vince Barnett  | Curley              |
| Paul Fix       | Gruen               |
| Ray Corrigan   | Cheela              |